# НД Триглав 2000
Футболен клуб Триглав 2000 (на словенски: Nogometno Društvo Triglav 2000 Kranj), известен също като НК Триглав Кран или просто Триглав, е футболен клуб от град Кран, Словения.
Клубът е основан през 1920 година в Югославия. Играе домакинските си мачове на стадион „Станко Млакар“ в Кран с вместимост 2077 зрители. През 1990 година отборът се обединява с „Накло“ и променя името си на „Триглав“ Кран.

## Предишни имена
| Години      | Име                           |
| ----------- | ----------------------------- |
| 1920 – 1937 | СК Коротан SK Korotan         |
| 1937 – 1945 | СК Кран SK Kranj              |
| 1945 – 1947 | Сторжич Storžič               |
| 1947 – 1949 | Ударник Udarnik               |
| 1949 – 1955 | Коротан Korotan               |
| 1955 – 1994 | Триглав Triglav               |
| 1994 – 1997 | Триглав Крейна Triglav Creina |
| 1997 –      | Триглав Кран Triglav Kranj    |

## Успехи
Словения
- Словенска първа лига:
  - 7-о място (1): 2010/11
- Словенска втора лига:
  -  Шампион (3): 1997/98, 2000/01, 2016/17
- Купа на Словения:
  - 1/2 финалист (1): 2012/13

 Югославия
- Словенска републиканска купа:
  -  Носител (1): 1983/84
- Югославска Трета лига:
  -  Шампион (1): 1950, 1951
- Купа на MNZG-Kranj:
  -  Носител (11): 1991/92, 1996/97, 1999/2000, 2000/01, 2003/04, 2006/07, 2008/09, 2009/10, 2014/15, 2015/16, 2016/17